# Изложба „Стварност и машта” (1969)
Изложба „Стварност и машта” се одржала у периоду од 30. јуна до 13. јула 1969. године у Уметничком павиљону „Цвијета Зузорић”, Мали Калемегдан.

## Уметнички савет
Избор радова за изложбу је извршио Уметнички савет Удружења ликовних уметника Србије у следећем саставу:
- Сликарска секција
  - Божидар Продановић
  - Здравко Вајагић
  - Божидар Ковачевић
  - Драгомир Лазаревић
  - Мома Марковић
  - Бранко Станковић

- Вајарска секција
  - Славољуб Станковић
  - Олга Јеврић
  - Мира Јуришић
  - Милија Нешић

- Графичка секција
  - Бранко Миљуш
  - Стеван Кнежевић

## Излагачи
1. Крста Андрејевић
2. Драгослав Аксентијевић
3. Никола Антов
4. Момчило Антоновић
5. Светомир Басара Арсић
6. Милан Бесарабић
7. Љиљана Блажеска
8. Радмила Фијатовић Бобић
9. Славољуб Богојевић
10. Иванка Божовић
11. Здравко Вајагић
12. Боса Јованчић Валић
13. Милун Видић
14. Душко Вијатов
15. Мемнуна Богданић Вила
16. Милета Виторовић
17. Момчило Вујисић
18. Драга Вуковић
19. Ангелина Гаталица
20. Радоман Гашић
21. Владимир Георгиевски
22. Милија Змајевац Глишић
23. Оливера Грбић
24. Миливој Елим Грујић
25. Александар Дедић
26. Милица Динић
27. Драгиша Добрић
28. Томислав Дугоњић
29. Заре Ђорђевић
30. Ружица Ђорђевић
31. Иванка Живковић
32. Јован Живковић
33. Божидар Здравковић
34. Бошко Илачевић
35. Љубодраг Јанковић
36. Љубомир Јанковић
37. Миодраг Јањушевић
38. Драгомир Јашовић
39. Олга Јеврић
40. Александар Бириљ Јовановић
41. Богдан Јовановић
42. Милан Јовановић
43. Слободан Ети Јовић
44. Десанка Мустур Керечки
45. Стеван Кнежевић
46. Божидар Ковачевић
47. Јован Крижек
48. Драгомир Лазаревић
49. Радмила Лазаревић
50. Гордана Лазић
51. Милан Лајешић
52. Боро Ликић
53. Шана Лукић
54. Љубодраг Пенкин Маринковић
55. Војислав Марковић
56. Мома Марковић
57. Велимир Матејић
58. Милинко Миковић
59. Желимир Миладин
60. Бранко Миљуш
61. Бранимир Минић
62. Милун Митровић
63. Савета Михић
64. Миша Младеновић
65. Марклен Мосијенко
66. Рајко Николић
67. Рајна Николић
68. Мирјана Пећинар Николић
69. Драгиша Обрадовић
70. Вукица Драговић Обрадовић
71. Ружица Беба Павловић
72. Илија Пандуровић
73. Бранимир Пауновић
74. Стојан Пачов
75. Слободан Пејовић
76. Градимир Петровић
77. Божидар Продановић
78. Томислав Протић
79. Југослав Радојчић
80. Славољуб Радојчић
81. Нусрет Салихамиџић
82. Бранко Станковић
83. Едуард Степанчић
84. Мирко Стефановић
85. Стеван Стојановић
86. Трајко Стојановић
87. Емра Тахир
88. Вањек Тивадар
89. Халил Тиквеша
90. Бојислав Тодорић
91. Шандор Торок
92. Стојан Трумић
93. Милош Ћирић
94. Јелена Ћирковић
95. Петар Ћурчић
96. Реџеп Фери
97. Јосиф Хрдличка
98. Драгана Беба Цигарчић
99. Милан Четник
100. Катица Чешљар
101. Златана Чок
102. Оливера Радовановић Чохаџић
103. Милорад Џелетовић
104. Божидар Џмерковић
105. Томислав Шебековић
106. Јелисавета Поповић Шобер